# Longitudinalidade
A longitudinalidade é considerada um dos atributos essenciais da atenção primária à saúde (APS). Indica o acompanhamento do sujeito pelo mesmo médico de família, enfermeiro ou pela mesma equipe de profissionais ao longo do tempo. Independente da presença de doença, este conceito pressupõe a responsabilidade dos profissionais equipes de APS na interação do usuário com o sistema de saúde. Assume-se, portanto, que na APS é preconizado um contato duradoura com o indivíduo, almejando o estabelecimento de um vínculo, relação terapêutica que tende a promover confiança e melhorar a comunicação entre as partes.
O acompanhamento de longo prazo teria a capacidade de aumentar a responsabilidade do profissional sobre a saúde da pessoa, bem como de propiciar uma compreensão mais holística do paciente, envolvendo fatores psicológicos e sociais. Além disso, a longitudinalidade tenderia a diminuir os gastos e o sobreuso dos serviços de saúde, além de apresentar maior satisfação dos pacientes. Outros benefícios deste modelo de cuidado são a diminuição das internações hospitalares e das buscas pelos serviços de emergência, além de identificar maior adesão às medidas preventivas.
Os registros de saúde e a disponibilização de um sistema de informação eficiente, como o prontuário eletrônico, são algumas das bases da longitudinalidade ao garantir o acúmulo e armazenamento de conhecimento sobre o sujeito.
A Política Nacional de Atenção Básica do Brasil dispõe a longitudinalidade como uma das diretrizes da APS e estabelece princípios que facilitam seu desenvolvimento, como a organização da clientela baseada na população adstrita, com o intuito de criar um vínculo da população local com o serviço de saúde.